# Јован Аксух
Јован Аксух (грчки: Ἰωάννης Ἀξούχ; око 1087 - око 1150) је био мега доместик византијске војске током владавине цара Јована II Комнина (1118-1143) и у почетним годинама владавине Манојла I Комнина (1143-1180).

## Владавина Јована II Комнина
Јован је био Турчин по рођењу. Јован Кинам га назива Персијанцем. Као дете је заробљен у Никеји 1097. године приликом крсташког освајања престонице Килиџа Арслана (Први крсташки рат). Предат је као поклон цару Алексију I Комнину (1083-1118). Одрастао је у царској палати. Био је стални пратилац Јована II Комнина (1118-1143). Јован га је, по доласку на власт, поставио за мега доместика са титулом севаста. Био је царев близак пријатељ и повереник. Након неуспешне побуне Јованове сестре Ане Комнине и Нићифора Вријенија, Јован II је њихову имовину поклонио Аксуху. Аксух је поклон мудро одбио схватајући да ће тиме погоршати своје односе са царском породицом и са вишим слојевима аристократије. Аксух је затражио милост за Вријенија и Ану. Цар га је послушао и отерао их у манастир. Јован II је био активан у ратовима на Балкану, Малој Азији и у Сирији. Аксух је често учествовао у његовим походима. Аксух је 1119. године извршио опсаду Лаодикеје коју су држали Турци Селџуци. Град је освојен што је омогућило брзу победу цара Јована II. Победа у рату отворила је Византинцима пут преко Мале Азије до Анталије и Киликије. Аксух је учествовао у борбама против Печенега на Балкану (1122). Тада је рањен у стопало у бици код Бероје. Активно је учествовао у кампањама 1137. и 1138. године против Јерменског краљевства Киликије, Кнежевине Антиохије и у северној Сирији. Тада је поново рањен.

## Долазак Манојла на власт
Јован II је умро 1143. године приликом припрема за освајање крсташке Кнежевине Антиохије. Погинуо је у лову погођен стрелом у главу. Јован Аксух је остао веран жељи покојног цара да на престо дође његов млађи син Манојло I (1143-1180). Старији синови Јована II, Алексије и Андроник, умрли су пре оца, а млађи, Исак, покушао је да преузме власт. Аксух се брзо вратио из Киликије у Цариград и преузео је контролу над царским ризницама и манастиром Пантократора. Иако је забележено да је Аксух покушавао да убеди цара Јована II да је Исак бољи кандидат за престо, до краја је остао веран царевој жељи. Аксух је био много везан за Исака те је Манојло, барем на почетку своје владавине, сумњао у његову верност. Ипак, потврдио га је за мега доместика. Аксух му је положио заклетву верности.

## Манојло I Комнин
На царском двору је 1145/6. године дошло до жестоке дебате око поређења Јована II и Манојла у погледу војних способности. Аксух је хвалио Јована II на штету Манојла. Гласно је подржао Манојловог брата Исака. Исак је чак напао свога рођака, будућег цара Андроника, мачем. Аксух је кажњен због пружања подршке Исаку ускраћивањем привилегије да носи царски печат. Аксух је командовао војском која је ратовала против Нормана на Крфу 1148/9. године. Најпре је био командант копнених снага, а након смрти мегадукса Стефана Контостефана, преузео је команду над флотом (1149). Покушао је да посредује у спору између византијских војника и Млечана, византијског савезника у овом рату. На крају је био приморан да спор реши силом. Аксухове снаге натерале су Нормане на повлачење. Верује се да је Аксух умро убрзо након тога, вероватно 1150. године или почетком 1151. године.

## Породица
Јован је имао сина Алексија Аксуха који се удао за Марију, ћерку Јовановог најстаријег сина и савладара Алексија Комнина. Алексије је носио титулу протостратора, вицекоманданта византијске армије. Јован је имао и ћерку, Евдокију, која се удала за Стефана Комнина, унука Алексија I Комнина.